# Grünwalder Stadion
Grünwalder Stadion, egentlgen Städtisches Stadion an der Grünwalder Straße, är en idrottsarena i München, Tyskland. Den är hemmaplan för TSV 1860 München samt Bayern Münchens damfotbollslag.
Grünwalder Stadion var fram till 1972 fotbollens huvudarena i München. När Münchens Olympiastadion stod klar 1972 blev den istället nya hemmaarena för TSV 1860 München. Grünwalder Stadion blev istället stadion för klubbarnas övriga lag. 1860 München har senare i olika omgångar återkommit till arenan, senast säsongen 2004-2005. 
Arenan har varit föremål för ett flertal renoveringar, senast 2013.